# 原州 (北魏)
原州，中国南北朝时设置的州。
北魏正光五年（524年）置，治所在高平县（今宁夏回族自治区固原市）。辖境约当今宁夏回族自治区固原市至甘肃省平凉市一带。隋大业初改为平凉郡，唐武德初复为原州。贞观五年（631年）于原州置原州都督府。下辖平高县（今固原市）、百泉县（今宁夏彭阳县）、平凉县（今甘肃省平凉市）、萧关县（今宁夏海原县）。
广德元年（763年）属吐蕃，在泾州灵台县设行原州，贞元四年（788年）收复百泉县、平凉县，归属行原州。贞元十九年（803年），收复平高县、萧关县，恢复原州，治所在平凉县。元和三年（808年），平高县、萧关县再陷吐蕃，在泾州临泾县设行原州，平凉县改属渭州。大中三年（849年），收复平高县、萧关县，恢复原州，下辖平高县、萧关县、百泉县。大中五年（851年），萧关县置武州。广明元年（880年），平高县、百泉县三陷吐蕃，唐朝再在泾州临泾县（今甘肃省镇原县）设行原州，不领县。后唐清泰三年（936年），泾州临泾县改属原州，行原州成为正州。北宋时辖境约当今甘肃省镇原县及宁夏回族自治区固原市东部。元初改为镇原州。
| 王朝 | 北魏                 | 北魏          |
| 州   | 原州                 | 原州          |
| 郡   | 平高郡               | 長城郡        |
| 縣   | 平高縣 默亭縣 烏蘭縣 | 長城縣 平涼縣 |

| 州 | 原州                 | 原州          | 郡 | 平涼郡                                           |
| 郡 | 平高郡               | 長城郡        | 縣 | 平高縣 默亭縣 烏蘭縣 百泉縣 平涼縣 涼川縣 他樓縣 |
| 縣 | 平高縣 默亭縣 烏蘭縣 | 長城縣 平涼縣 | 縣 | 平高縣 默亭縣 烏蘭縣 百泉縣 平涼縣 涼川縣 他樓縣 |

历代原州刺史
- 石询（总管，武德年间）
- 窦诞（武德末年）
- 李弘节（631年前后）
- 段志玄（都督，634年）
- 程知节（都督，634年—637年）
- 史幼虔（都督，贞观初年）
- 李正明（都督，永徽年间）
- 于德方（都督，永徽年间）
- 李奉慈（都督，显庆年间）
- 蔺仁基（都督，高宗年间）
- 韦怀质（刺史，高宗年间）
- 陈令英（都督，武周年间）
- 马思恽（州牧，武周年间）
- 乌薄利（都督，武周年间，郭声波认为是安东都护府的源头州）
- 宗楚客（都督，704年—705年）
- 李钦宪（都督，714年）
- 王晙（都督，714年）
- 杨执一（都督，开元年间）
- 李遵（都督，开元年间）
- 段崇简（727年）
- 韦衡（都督，玄宗年间）
- 郑遵意（754年，平凉太守）
- 郝玼（808年—818年）
- 史怀操（876年）